# Welitschka Pandewa
Welitschka Pandewa (bulgarisch Величка Пандева; wiss. Transliteration: Velička Pandeva; * 10. Januar 1942 in Kamenitza; † September 1993 in Sofia) war eine bulgarische Skilangläuferin.
Pandewa startete international erstmals bei der Winter-Universiade 1966 in Sestriere. Dort holte sie die Goldmedaille mit der Staffel. Bei den Nordischen Skiweltmeisterschaften 1966 in Oslo wurde sie Sechste mit der Staffel. Zwei Jahre später lief sie bei den Olympischen Winterspielen in Grenoble auf den 31. Platz über 10 km, auf den 30. Rang über 5 km und auf den achten Platz mit der Staffel. Ihr letztes internationales Rennen absolvierte sie bei der Winter-Universiade 1970 in Rovaniemi. Dort errang sie den zehnten Platz über 10 km.